# Apol·loni de Tíana

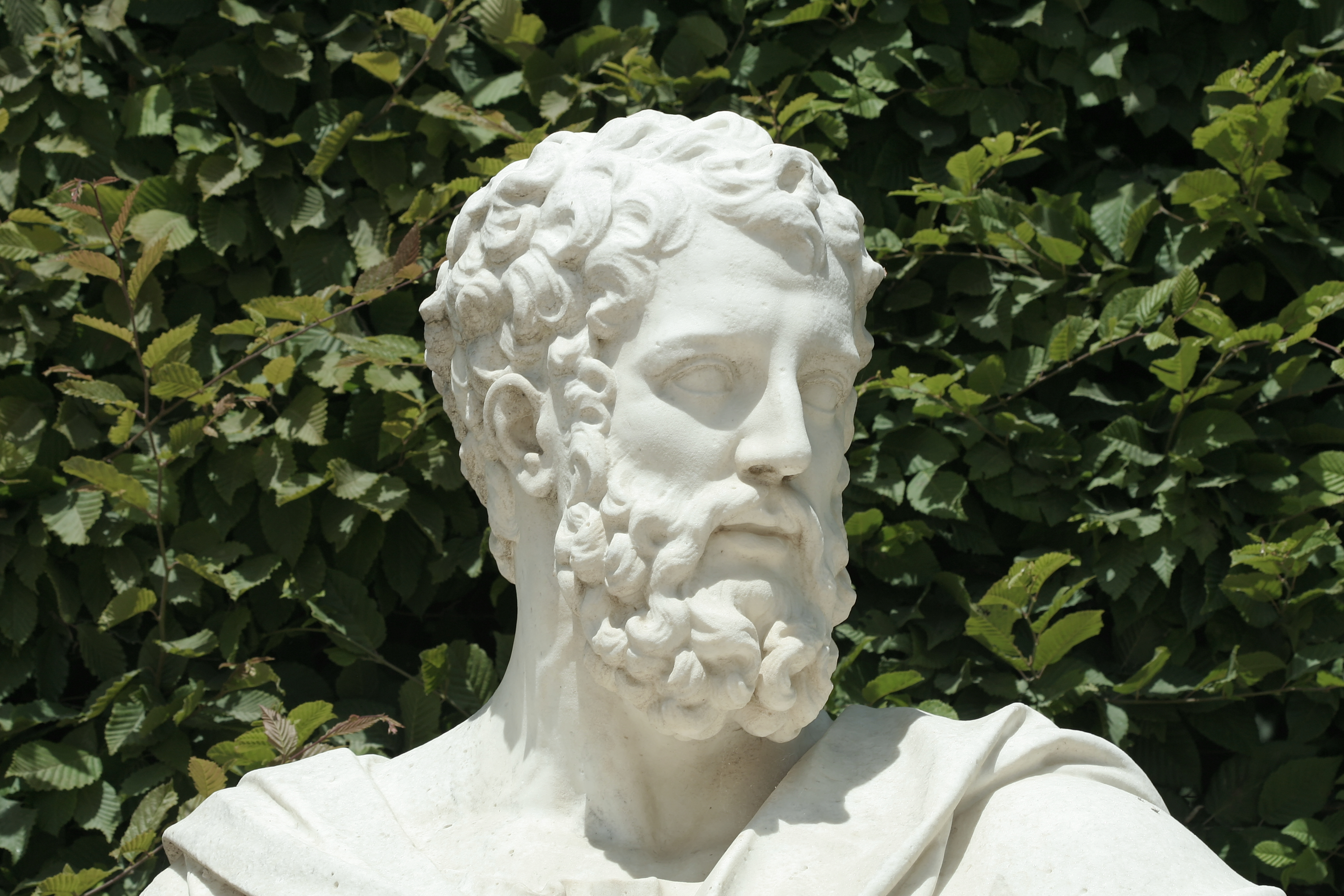

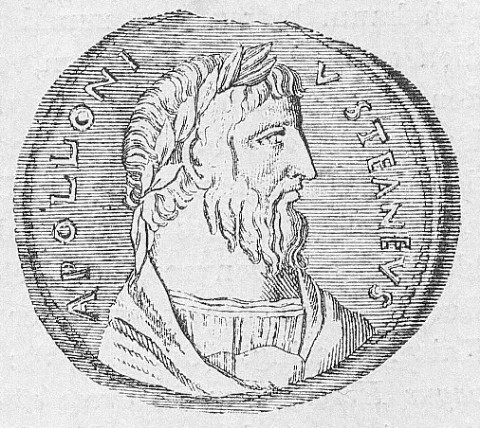
Moneda amb l'efígie d'Apol·loni

Apol·loni de Tíana (en grec antic Ἀπολλώνιος ὁ Τυανεύς Apollonios ho Tyaneus) va ser un filòsof pitagòric nascut a Tíana (Capadòcia) es creu tradicionalment que a finals del segle I aC, però probablement ja en el segle I dC. És conegut per la biografia que li va dedicar Filòstrat, a inicis del segle iii. Aquest el presenta com un "home diví", amb poders sobrenaturals, capaç de fer miracles, endevinar el futur, expulsar dimonis, evocar els morts, veure allò que passa a molta distància i entendre el llenguatge dels animals.

## Biografia
Era d'ascendència noble. Als catorze anys va anar a Tars a estudiar amb Eutidem de Fenícia i després va anar a Eges a estudiar filosofia a l'escola d'Euxè d'Heraclea. Als setze anys va adoptar el pitagorisme i vivia prop del temple d'Asclepi a Eges, on va dur a terme algunes reformes en els ritus dels sacrificis. Va establir una secta ascètica que seguia els mandats pitagòrics: no menjava carn, no bevia vi ni tenia relacions sexuals, i va viure com un pobre fins i tot quan va heretar una gran fortuna del pare, fortuna que va cedir als seus parents. Creia també en la metempsicosi i recordava les seves vides anteriors.
Després de cinc anys de vida pitagòrica va visitar els mags perses, els savis de l'Índia i els gimnosofistes etíops. Va viatjar durant anys cap a l'est, cap a Nínive, Babilònia i Tàxila (on governava Fraortes). Filòstrat diu que en moltes de les ciutats que va visitar va fer tasques de mediació per resoldre conflictes interns. Les seves relacions amb els emperadors romans van ser molt irregulars: dolentes amb Neró i amb Domicià, i bones amb Vespasià, Tit i Nerva.
Va mantenir un tracte desigual amb els filòsofs contemporanis seus. Era enemic del filòsof estoic Eufrates, i amic de Musoni Ruf, Dió de Prusa i Demetri de Súnion, amb el qual va mantenir diverses polèmiques.
Els poders taumatúrgics d'Apol·loni es poden agrupar en dos àmbits: els poders d'endevinació i les pràctiques màgiques.

### Poders d'endevinació
Apol·loni dominava totes les arts de l'endevinació, inclosa la interpretació dels somnis. Coneixia el passat, el present ocult i el futur, i va avisar el sacerdot del temple d'Asclepi que expulsés del temple un cilici que no coneixia, però sabia que no havia tingut una conducta honorable, ja que havia mantingut relacions amb una filla del seu anterior matrimoni. Asclepi es va aparèixer de nit al sacerdot per a confirmar-li el que havia dit Apol·loni. En un altre moment, va veure una lleona morta en una cacera, de la qual se n'havien tret vuit cries del ventre. Va dir que la seva estada a Babilònia duraria un any (per la lleona) i vuit mesos (per les cries), i que després marxaria del costat del rei.
Mentre era a Efes una epidèmia estava a punt d'aparèixer a la ciutat, però encara no s'havia manifestat, i Apol·loni, que sabia la seva aparició imminent, va dir en diversos discursos el perill que s'aproximava. Però ningú no el va creure i va decidir marxar de la ciutat. Quan era a Eleusis va revelar la identitat del sacerdot que quatre anys després l'iniciaria en els misteris. Quan va arribar a l'istme de Corint va anunciar que es començaria a excavar un canal però que les obres no s'acabarien. Mentre s'estava a Creta es va sentir un tro que no procedia dels núvols, sinó de dins de terra, i el mar va retrocedir dos quilòmetres. La gent es va espantar però Apol·loni va dir "No us amoïneu, el mar ha parit terra". Als pocs dies es va veure que una illa havia aparegut entre Tera i Creta. Uns dies després es va produir un eclipsi de sol acompanyat del soroll d'un tro. Apol·loni, aixecant la mirada al cel va dir "Passarà alguna cosa gran i no passarà". Ningú va saber com interpretar aquelles paraules, però al cap de tres dies en va arribar l'explicació: un llamp havia caigut sobre la taula de Neró i havia destruït la copa en la qual bevia. Quan es va saber que l'emperador havia estat a punt de morir fulminat, van cobrar sentit les paraules d'Apol·loni. Quan va arribar a Siracusa va saber que una dona de classe alta havia parit un monstre de tres caps i tres colls, però amb un sol cos. Va convocar els seus amics i els va dir que hi hauria tres emperadors romans però que cap d'ells podria exercir el poder, i moririen. El que va passar l'any 69 va fer entendre la profecia: Galba va morir a Roma poc després de prendre el poder, Vitel·li unes setmanes després, i Otó es va suïcidar a Bedríacum.
Durant el viatge de Siracusa a Grècia la nau on viatjava Apol·loni va fer una escala a Lèucade, una illa davant de la costa d'Acarnania. Apol·loni va dir: "Desembarquem. No és bo continuar la navegació fins a Acaia". Només els que el coneixien van seguir el seu consell. Uns dies després es va saber que la nau havia naufragat vora el golf de Corint. Quan va sortir de Grècia i Rodes i va arribar a la ciutat d'Alexandria, on va ser rebut amb aclamacions, va veure com conduïen dotze homes cap al patíbul, acusats de ser bandits. Es va dirigir als soldats que els portaven i va dir que un dels acusats era innocent. Que anessin al lloc de l'execució ben a poc a poc i que aquell a qui assenyalava el matessin en últim lloc. Quan ja havien tallat el cap a vuit dels presos, va arribar un missatger per ordenar que es posés en llibertat Farió, el que Apol·loni havia indicat, ja que era innocent i s'havia autoinculpat per por a les tortures. Els egipcis van admirar encara més Apol·loni. A Egipte va tenir lloc la primera trobada entre el profeta i el futur emperador Vespasià. Aquest va preguntar a Apol·loni si els déus donarien suport al seu desig d'arribar al tron de Roma, ja que sempre sabia quina era la intenció dels déus. Apol·loni li va respondre que Zeus Capitolí era l'àrbitre de la situació, i que es conservava per a Vespasià, ja que el seu temple que s'havia cremat el dia anterior seria reconstruït pel les mans d'aquest home just. El temple de Júpiter Capitolí havia estat incendiat el dia abans en les baralles internes de l'any 69, i la notícia encara no havia arribat a Egipte, per això Vespasià va quedar sorprès. Al cap d'uns anys, Vespasià va inaugurar el temple reconstruït. L'any 71 es va trobar amb l'emperador Tit, fill de Vespasià. Aquest es va interessar per saber de qui s'havia de guardar més. Apol·loni li va dir que els déus l'havien advertit que mentre el seu pare visqués, s'havia de guardar dels seus enemics, però a la seva mort, de les persones més properes. Una tradició diu que Tit va morir enverinat pel seu germà Domicià. Als últims mesos de la seva vida, Apol·loni va tenir una visió sobre la mort de Domicià (setembre de l'any 96). Era a Efes parlant amb els seus deixebles quan va restar mut i com a absent. Llavors va exclamar: "el tirà ha estat assassinat avui". Els deixebles no el van entendre i pensaven que s'havia tornat boig. Però trenta dies després va arribar una carta de l'emperador Nerva on comunicava al filòsof que ja tenia el poder a Roma i que el conservaria amb més facilitat si anava al seu costat. Apol·loni, que sabia que moriria aviat, va negar-s'hi, i va anunciar la propera mort de Nerva.

### Pràctiques màgiques
Apol·loni va destacar per la seva capacitat per fer miracles i curacions miraculoses. En passar per davant d'ell el fèretre d'una donzella pertanyent a una família consular a qui es va donar per morta el dia del seu casament, s'hi aproximà, pronuncià algunes paraules místiques i la noia s'aixecà i se'n va anar caminant a casa dels seus pares. Aquests li oferiren una gran suma de diners, però ell la va donar a la noia com a dot. A la ciutat de Tars, quan regnava Domicià, un gos rabiós va atacar un noi i la mossegada el feia comportar-se com un gos: bordava i corria a quatre potes. Portava ja trenta dies en aquestes condicions. Apol·loni, que acabava d'arribar a Tars, el va anar a veure i va demanar que busquessin el gos que havia mossegat el noi, però ningú no sabia quin gos era. Apol·loni va dir al seu amic Damis: "el gos és blanc, llanut, pastor, i el trobaràs al costat d'una font tremolant, ja que vol aigua i la tem". El gos va arribar arrossegat per Damis i es va llençar als peus d'Apol·loni plorant. El mag va fer posar dret el noi i va ordenar al gos que li llepés les ferides "aplicant el remei de Tèlef", que va necessitar la llança que l'havia ferit per curar les seves nafres. El noi va tornar a casa dels seus pares.
Apol·loni va actuar com a exorcista en diverses ocasions. La primera a Efes, on una plaga afectava la major part de la població, que va ser reunida al teatre. Entre la gent hi havia un vell cobert de parracs molt prim, que tancava els ulls i portava una bossa amb un tros de pa. Apol·loni va dir que aquell home era enemic dels déus i que l'havien de lapidar. Els efesis primer no ho volien fer, ja que l'home feia un posat molt trist i suplicava. Però Apol·loni va insistir i el vell va començar a rebre pedres. L'home va obrir els ulls davant de la gent i tothom va veure que els tenia plens de foc. Van reconèixer en ell un dimoni i entre tots el van lapidar. Apol·loni els va dir al cap d'una estona que enretiressin les pedres, i de sota en va sortir un gos immens que treia espuma per la boca. Un altre exorcisme va tenir lloc a Corint. Un jove filòsof, Menip, molt intel·ligent, era estimat per una rica estrangera, Apol·loni el va avisar, i li va dir que la noia era en realitat una empusa, una mena de vampir infernal assedegat de sang, que podia adoptar diferents formes, proporcionava tota mena de plaers i volia devorar el seu cos i beure la seva sang. Apol·loni va dir unes paraules i tots els regals i ornaments de la dona es van esfumar: les copes d'or, els objectes de plata, els servents i els cuiners. La noia va demanar clemència i va acabar reconeixent la seva naturalesa.
Tenia també poder sobre els espectres. Amb una senzilla invocació va entaular una conversa amb Aquil·les, a qui va fer aparèixer. i es va mostrar com un jove de cinc colzes d'alt i d'una gran bellesa, que quan va ser contemplat per Apol·loni va doblar la seva alçada i va créixer encara més la seva bellesa. Es diu també que va ascendir al cel. Per tots aquests fets, se'l considera el més gran taumaturg de l'època imperial romana.
Quan va pujar al tron Domicià, va intentar aixecar l'Àsia Menor contra ell i fou empresonat a Roma, però es va escapar i va passar a Grècia, i fou perdonat dos anys després. Els darrers anys va viure a Efes (també Rodes i Creta es disputen la seva estada en aquests anys) fins que va morir. Filòstrat assegura que pocs anys després de la seva mort, es va aparèixer a un jove que dubtava sobre la naturalesa de l'ànima, per a demostrar-li la seva immortalitat.
Se li atribueixen diverses obres: Sobre els sacrificis, un Testament, uns Oracles, una Vida de Protàgores, unes Cartes (de les quals se'n conserva una col·lecció de 77, encara que algunes no són seves), un Himne a la memòria, una obra Sobre l'endevinació a través de les estrelles i les Opinions de Pitàgores.